# Skilift
En skilift er en anordning til at transportere personer, i særdeleshed skiløbere, opad en bakke eller bjerg (skibakke). Der findes flere typer skilifte:
- Tovlift, et tov eller en wire, der fører langs bakken og trækker skiløberen opad,
- Træklift, en wire som går over bakken med et fæste placeret bag hver person,
- Stolelift, hvor skiløberne sidder i en stol i en svævebane op over bakken,
- Gondolbane, en svævebane, der transporterer personer i en gondol (vogn/kabine).
- Hybridlift, en kombination af stolelift og gondolbane.

- Pictogram Skilift
- Tovlift
- Træklift
- Stolelift i skisportsstedet Serfaus Masner, Tyrol, Østrig
- Kabinebane i Sverige
- Stolelift en kold vinter